# Elemental Gelade
Erementar Gerad (エレメンタル ジェレイド Erementaru Jereido?) es un manga japonés creado por Mayumi Azuma. Ha sido adaptado a anime y a dos videojuegos en Japón. El anime comenzó a emitirse el 5 de abril de 2005. Se emitía los martes a las 18:00 en TV Tokyo, y terminó su emisión el 27 de septiembre de 2005 con 26 episodios. A pesar de que el anime haya terminado, el manga original sigue siendo publicando en la revista de manga japonés Comic Blade.

## Argumento
La historia comienza con un joven huérfano de nombre Coud Van Giruet el cual es tomado bajo la custodia del capitán de una nave de piratas del cielo, Araseli. Un día, después de asaltar una nave y llevarse varios tesoros, Coud descubre entre ellos un viejo arcón dentro del cual hay una chica dormida y atada por un sello. Coud, llevado por la curiosidad, le quita el sello y la chica despierta. La chica en cuestión se llama Reverie Metherlence (alias Ren) y por algún extraño motivo quiere ir a Edil Garden, el lugar donde se dice que nacieron los Edil Raid, seres vivientes con forma humana capaces de fusionarse con éstos para adoptar la forma de poderosas armas.
De repente, la nave es abordada por tres personas misteriosas (llamadas Rowen, Cisqua y Kuea) que dicen formar parte de la organización. Arc aile, la cual se encarga de proteger a los Edhil Raids. Cisqua propone a Coud comprar a la Edhil Raid que han robado, la cual no es otra que Ren. Pero Ren no es una Edhil Raid normal, es una Sichikohoju y pertenece al linaje Metherlence, los Edhil Raids más poderosos y casi extintos (ella es la Séptima Piedra Preciosa). Por eso su protección debe ser absoluta.
Coud defiende a Ren de los Arc aile, reprochándoles que la traten como a un objeto que se pueda vender. Cisqua decide pues tomarla por la fuerza, comenzando así un enfrentamiento entre los piratas y la organización. En un momento crítico, Ren reacciona con Coud cuando este le hace ver que sus pensamientos hacia ella son diferentes de lo que pensaba. Ren queda como la Edhil Raid de Coud tras la fusión, y este decide acompañarla al misterioso Edhil Garden. Cisqua, Rowen y Kuea, al ver que no es posible separarles, deciden acompañarles para poder cumplir su misión de proteger a la Sichikohoju.

## Personajes

### Principales
Coud Van Giruet (クード・ヴァン・ジルエット Kuudo Van Jiruetto?)
Es el protagonista de la serie, un joven pirata de cielo de 15 años, miembro de los Red Lynx, aunque lleva bastante tiempo con ellos, lo tratan como a un novato ya que en realidad no se le da nada bien manejar por los cielos. Conoce a Ren justamente en una oportunidad donde asaltaron a una nave, él le quita el sello sin darse cuenta y aunque no comprendía del todo desde ese momento se prometió que la protegería, por lo que primero se molesta con Cisqua cuando esta intenta “comprarla” y luego la intenta proteger de Chaos Choir cuando intentaban secuestrar a Ren, allí en medio de la pelea se convierte en el pledger de Ren (Por decisión de ella misma). Luego de separarse de los piratas de cielo, le hace la promesa de llevarla al Edhil Garden, uniéndose a ellos desde un comienzo Cisqua, Rowen y Kuea.
Coud es de bueno sentimientos y siempre intenta ayudar en lo que puede, pero no tiene habilidades de pelea, tampoco con armas, de hecho lo único que porta es un gancho (lo usa más que nada para huir), siendo un completo novato en el mundo de las edhil raid, por lo que Cisqua lo entrena y guía un poco para que use mejor a Ren, cosa que al avanzar la serie logra, ya que comprende que sus sentimientos deben ser claros con Ren, volviéndose muy fuertes cuando reaccionan y a la vez enamorándose cada vez más de ella. Es el único humano a que se le vio en el anime reaccionar teniendo a un Edhil Raid con un Sting Raid, siendo esta con Viro a quien le tomo bastante aprecio y lamentó profundamente su muerte.
Reverie Metherlence (レヴェリー・メザーランス Revirii Mezaaransu?)
La protagonista de la serie, es una Edhil Raid descendiente directa de la familia de los Metherlence, también conocida como el 7.º tesoro reluciente. Ella se encontraba en un avión sellada en una caja hasta que fue robada como botín por los piratas de cielo Red Lynx, siendo despertada por Coud y rápidamente mencionando su odio hacia los humanos, casi al instante es intentada ser secuestrada por Chaos Choir pero decide por su propia cuenta reaccionar con Coud para evitarlo (sentía que Coud era diferente), demostrando desde un inicio su gran poder en batalla. Decide confiar en Coud e ir con él hacia Edhil Garden.
Ella tiende a dormir bastante durante el viaje (aunque también recarga sus energías de esta forma), además es bastante relajada aunque tiende a preocuparse por los demás, para evitar que se den cuenta que es una Edhil Raid se tapa su Erementar Gerad que está en su frente de color verde esmeralda. Es reconocida por ser la más fuerte, cosa que demuestra cada vez que reacciona con Coud tomando forma de espada y unida al brazo derecho de él, aumentando su fuerza y velocidad bastante, incluso si es necesario puede usar una fuerte defensa,  y aunque en un comienzo su energía era malgastada por Coud, logran mejorar esto además de realizar cantos cada vez más fuertes, también sus sentimientos se vuelven más fuertes hacia Coud, hasta llegar a enamorarse. Ella también logra entablar una buena relación con Cisqua, Rowen y Kuea. Incluso se hace buena amiga de Viro a pesar de que en un comienzo siente celos de ella.
Cisqua (シスカ?)
Una guardiana de "Arc aile"una organizacionde militares que protegían a los edhil raids. Bien versada en artes marciales y armamento, aunque rehúsa reaccionar con edhil raids. Se une a Coud y a Ren para protegerlos. Es egoísta, habladora e imprevisible y ciertamente está enamorada del dinero. Es pelirroja y tiene los ojos castaños.
Rowen (ローウェン?)
El preja (プレジャー?) de Kuea. Uno de los guardianes de Arc alexander, de los mejores; es perfeccionista y muy buena persona.
Kullweet Envatilia (キュリート・エンヴァティリア Kyurīto Envularthiria?), o Kuea (キーア Kia?)
Una edhil raid a la que le encanta comer, y es incapaz de reaccionar cuando está hambrienta. Es como una hermana mayor para Coud y le encanta dar bocados al gorro de Cisqua.

### Secundarios
- La steam raid 'Partin Cels (パーティン・セルス Pāthin Serusu?), o 'Parl (パール Pāru?), y el preja Beazon (ビーゾン Bīzon?). Beazon busca una verdadera edhil raid para obtener poder, e intenta raptar a Ren. Sin embargo, termina siendo derrotado por Coud, y su castillo queda destruido. El Erementar Gerad (Core Stone, 核石) de Parl queda hecho añicos por el ataque de Coud, y ella vuelve a convertirse en un ser humano normal de nuevo. Más tarde, en el manga, secuestra a Ren para vengarse, pero entre Coud y ella consiguen derrotarla definitivamente. En el anime se termina convirtiendo en una pirata del cielo junto a los Red Lynx.

- La edhil raid Tickle Selvatlos (ティクル・セルヴァトロス Thikuru Seruvuratorosu?), o Tilel (チルル Tiruru?), y el preja Wolx Hound (ヴォルクス・ハウンド Vurorukusu Haundo?). Son cazadores que capturan edhil raids a cambio de dinero. Su relación es de herramienta-amo, pero esto cambia cuando Coud le abre los ojos a Wolx, mostrándole el verdadero sentido de la lucha y reacción diciendo: aunque no luchemos juntos, quiero estar junto a ella. De esta manera tiene una mejor relación con Tilel. Más tarde, cuando se anula su contrato, ambos deciden reanudarlo para trabajar para Arc Aile.

- La edhil raid Rerea Fadeless (リィリア・ティグレス Lyilia Tiguresu?) y la preja Rasati Tigres (ラサティ・ティグレス Rasati Tiguresu?). Rerea es la hermana adoptiva de Rasati, la cual la protege tras la muerte de sus padres. Rasati se inscribió en las luchas de Millard Tray (luchas ilegales de edhil raids con sus prejas en un ring subterráneo) en un intento de pagar las deudas de sus padres y así salvar a Rerea de su captura. En el anime Rasati y Rerea se unen a Arc Aile en la última batalla para luchar. Rasati no se separa nunca de su hermana, a la que no le gusta la ropa femenina. Después de perder su contrato deciden no reanudarlo más. En el manga, en cambio, ambas deciden regresar a Ronphi, el hogar de sus padres, y se unen a los protagonistas durante un corto lapso de tiempo.

- Orfas (オーファス Ōfas?), una de los líderes del Chaos Choir (カオス クァイア Kaos Kaia?) (Coro del Caos). Utiliza a las steam raids (edhil raids artificiales creadas mediante la implantación de un Erementar Gerad artificial en su cuerpo) para impulsar sus canciones. Cree en un mundo donde los hombres no existan y las edhil raids dominen. Tiene su Erementar Gerad de color violeta ubicado entre sus pechos.

- Jiruteir (ジルテイル Jiruteir?), una de los líderes del Chaos Choir. Es el opuesto a Kuea y Rowen. Utiliza múltiples steam raids para formar un arma con forma de araña. Su Erementar Gerad está en la parte derecha de su espalda. Se transforma en una especie de espada azul con unos brazos dorados capaz de agarrar cualquier cosa.

- Ajenna (アジェンナ Ajyenna?), una de las líderes del Chaos Choir. Es el opuesto a Cisqua. Utiliza a las steam raids como munición para su arma. Cuando reacciona se convierte en una especie de cañón rosa muy parecido a Jiruteir.

- Gladias (グラディアス Guradias?), se encarga de castigar y de realizar los "trabajos sucios" del Chaos Choir. En el anime, después de matar a Viro, no se vuelve a saber nada más de él. En el manga, lucha junto a su edhil raid Hedui (Helitic Lodui) pero es asesinado por Grayarts tras ser gravemente herido por Coud y Ren.

- Virzoeve Eclairouer (フィアズーフ・エクリロール Viazūhu Ekurirōru?), o Viro (フィロ Viro?). Se une temporalmente a Coud y sus amigos, y eventualmente duda de su misión, pues se enamora de Coud. Es gracias a ella que Ren comienza a ponerse celosa y expresar nuevos sentimientos hacia Coud. Gladias la hiere mortalmente por su fallo. Luego, tras haber conseguido su sueño de ser una verdadera edhil raid gracias a la canción de curación de Coud y Ren, muere en sus brazos a causa de las heridas. En el manga, Rowen se enamora de ella y decide dejar Arc Aile atormentado por no haber podido salvarla, pero Kuea le hace cambiar de opinión.

- Cicoria Cor Wetvie (チコーリア・コル・ウェットヴィ Tikōria Kor Wettovuli?), o Cocowet (ココウェット Kokowetto?), el preja Grayarts (グレイアーツ Gureiāt?). Intentan matar a Coud, pero fallan. Ambos mueren a manos de Gladias por fallar. En el manga, sin embargo, Grayarts no muere y Cocowet es reemplazada por una nueva edhil raid para él, Norma.

- Jefe de Coud, el jefe de Red Lynx. Recogió a Coud cuando era un niño y lo salvó de un futuro incierto. En el anime también acepta a Parl en su banda. Siempre cumple sus promesas.

- Chaton Bud Worldloz o Charlotte. No se sabe mucho de ella ya que hace pocas apariciones. Es la edhil raid del senpai Sandweld y por lo que se ve es muy fanática y seguidora de Kuea, ya que la llama Kuea-onee-sama, que querría decir hermana mayor Kuea.

- Selena. Una edhil raid "rescatada" por Arc Aile, fue separada de su preja "Alex", quien la esperó toda su vida para volver a estar juntos, cuando ésta por fin pudo volver, vio que habían pasadon varias décadas y su preja había muerto. fue objetivo de caza de Wolx

## Terminología
- Arc aile (アークエイル Āku Eiru?), un grupo cuyo objetivo es proteger a las edhil raid, así como proveerlas de felicidad.
- Chaos Choir (カオス クァイア Kaos Kaia?), grupo antagonista de Arc Aile. Considera que este último en lugar de proteger a las edhil raid las marginan y las utilizan como armas, y pretenden conseguir formar un mundo en el que las edhil Raid esclavicen a los humanos.
- Predja (プレジャー Purejā?), alguien que ha reaccionado con un edhil raid, estableciendo un contrato con ella.
- Reaccionar (リアクト, 同契?) (React), combinarse con una edhil raid, para así liberar su poder.
- Edhil Raid (エディルレイド Edhil Rureid?), una ser capaz de reaccionar con un humano y convertirse en un arma. Generalmente similar a una humana cuando no tiene su forma de arma. Un Edhil Raid solo puede establecer un contrato con un Preja a la vez;  para tener uno nuevo, el anterior debe estar muerto. Las Edhil Raids son también capaces de utilizar "canciones" (謳?), que son una equivalencia de los hechizos mágicos. La mayoría de estas son tratadas como objetos, es decir, son vendidas, robadas, compradas, traficadas, etc.
- Stting Raids (スティンレイド Stin Reido?), una Edhil Raid "falsa", que posee menos poderes que una verdadera, y generalmente tratada como una herramienta o arma. Se diferencian de las edhil raid en que su Erementar Gerad no es verdadero, solo se trata de una piedra a la que se le ha aplicado parte de los poderes de un edhil raid, y colocada en su cuerpo para cumplir funciones similares.

- Edhil Garden (エディルガーデン Edhil Gāden?), lugar de nacimiento de las edhil raid. Según la leyenda es un lugar desarrollado tecnológicamente y oculto entre las nubes. El Edhil Garden acaba siendo el cuartel general del Chaos Choir tras iniciar su rebelión contra los Guardianes (Arc Aile), finalmente se ve cómo comienza su reconstrucción para convertirse de nuevo en hogar de las edhil raid.